# Peter Gabriel (Car)

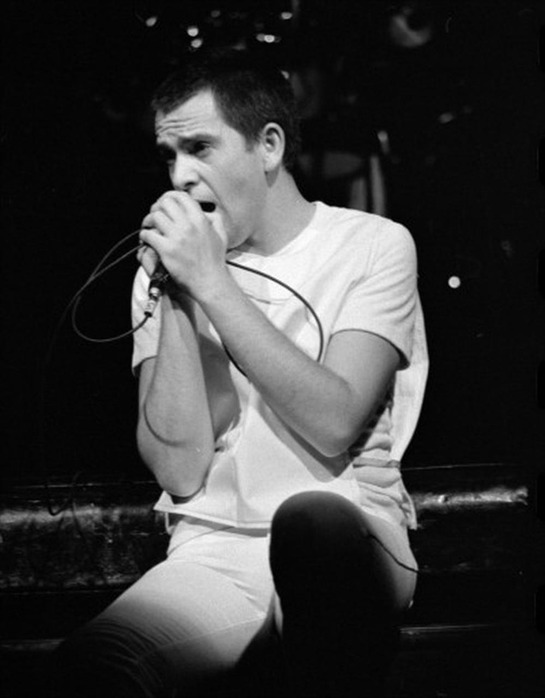
Peter Gabriel (1978)

Peter Gabriel ist das erste reguläre Solo-Studioalbum und das erste Album insgesamt des englischen Singer-Songwriters und Rock-Musikers Peter Gabriel und wurde am 25. Februar 1977 von Charisma Records veröffentlicht und ist das erste von vier Alben mit demselben Titel.

## Hintergrund
Die ersten vier Musikalben von Peter Gabriel bekamen nicht wie üblich einen eigenen Titel, sondern wurden einfach peter gabriel bezeichnet. Dazu sagte Gabriel, dass er seine Alben wie einzelne Ausgaben einer Zeitschrift betrachtet haben wollte, die auch keine individuellen Titel tragen. Da dieses Vorgehen aber bei den Händlern und den Fans zu Verständigungsschwierigkeiten führte, haben sich für die ersten vier Alben inoffizielle Namen eingebürgert. Im Falle des ersten Albums ist das Car (wegen des Autos auf dem Cover).
Das Foto von Richard Manning auf dem Cover zeigt Peter Gabriel auf dem Beifahrersitz eines Lancia Flavia, der Storm Thorgerson, Mitbegründer von Hipgnosis und Designer des Covers, gehörte. Ursprünglich in Schwarz-Weiß, wurde das Bild dann von Hand koloriert und jedes einzelne hervorgehobene Wassertröpfchen mit einem Skalpell von Richard Manning sauber geschabt.
Der deutsche Texter Horst Königstein übertrug für Peter Gabriel neben den beiden Alben Peter Gabriel (Melt) und Peter Gabriel (Scratch) den Einzeltitel seines ersten Albums Here Comes The Flood / Jetzt kommt die Flut von Englisch nach Deutsch. Dieser Titel erschien am 18. August 1980 dann in der deutschen Fassung erstmals auf der B-Seite der Single Biko. In Königsteins Film Haus Vaterland (ARD, 1980) spielt und singt Peter Gabriel Jetzt kommt die Flut am Piano.
Fast alle Lieder kommen im üblichen Strophe-Refrain-Strophe-Schema daher, was im Gegensatz zu den ungewöhnlichen Strukturen der meisten Genesis-Stücke steht. Auch setzt Gabriel auf Elemente harter Rockmusik.

## Entstehung
Die Aufnahmen begannen bei Bob Ezrin in Toronto ein Jahr, nachdem Peter Gabriel bei der Band Genesis ausgestiegen war.
Gabriel war mit der Musik zufrieden, hielt aber das Album für überproduziert – insbesondere Here Comes the Flood. Gabriel spielte diesen Song oft live, oft begleitete er sich nur auf dem Piano. Manchmal sang er den Titel auf Deutsch.

## Titelliste
Alle Lieder wurden von Peter Gabriel geschrieben, außer wenn anders angegeben.
1. Moribund the Burgermeister – 4:20
2. Solsbury Hill – 4:21
3. Modern Love – 3:38
4. Excuse Me (Peter Gabriel, Martin Hall) – 3:20
5. Humdrum – 3:25
6. Slowburn – 4:36
7. Waiting for the Big One – 7:15
8. Down the Dolce Vita – 5:05
9. Here Comes the Flood – 5:38

## Mitwirkende

### Musiker
- Jozef Chirowski – Keyboards
- Larry Fast – Synthesizer, Musikprogrammierung
- Robert Fripp – E-Gitarre, Klassische Gitarre, Banjo
- Peter Gabriel – Gesang, Keyboards, Querflöte, Blockflöte
- Steve Hunter – 12-saitige Akustische Gitarre bei Solsbury Hill, Leadgitarre bei Slowburn und Waiting for the Big One, E-Gitarre, Rhythmusgitarre, Pedal-Steel-Gitarre
- Tony Levin – Bassgitarre, Tuba, Dirigent und Leiter des Barbershop-Quartetts
- London Symphony Orchestra – Orchester bei Down the Dolce Vita und Here Comes the Flood
- Jimmy Maelen – Perkussion
- Allan Schwartzberg – Schlagzeug, Knochen
- Dick Wagner – Begleitgesang, E-Gitarre bei Here Comes the Flood

### Technisches Personal
- Brian Christian – Toningenieur
- Bob Ezrin – Musikproduzent
- Jim Frank – Toningenieur
- Peter Gabriel – Songwriter
- Michael Gibbs – orchestrale Arrangements
- Keith Grant – Toningenieur
- George Graves – Mastering-Ingenieur
- Martin Hall – Autor
- Dave Harris – Toningenieur
- Hipgnosis – Design
- Robert Hrycyna – Toningenieur
- Rod O’Brien – Toningenieur
- Corky Stasiak – Toningenieur

## Rezensionen
Stephen Demorest von Rolling Stone bezeichnete das Album als „Grabbelkiste von Songs, die wenig miteinander zu tun haben“ und lobte sie dennoch als „beeindruckend reichhaltiges Debütalbum“. Robert Christgau von The Village Voice bemerkte: „Aber jedes Mal, wenn ich mich in [die] herausfordernden Strukturen [des Albums] vertiefe, um ein oder zwei Zeilen zu entziffern, ist das Ergebnis ein wenig karg.“
Die britische Musikzeitschrift Classic Rock kürte das Album im Juli 2010 zu einem der 50 Musikalben, die den Progressive Rock geprägt haben.

## Kommerzieller Erfolg

### Chartplatzierungen
Das Album enthält Gabriels ersten Soloerfolg Solsbury Hill und erreichte Platz 7 in Großbritannien und 38 in den USA.
| ChartsChartplatzierungen       | Höchstplatzierung | Wochen/ Monate |
| ------------------------------ | ----------------- | -------------- |
| Deutschland (GfK)              | 24 (5,5 Mt.)      | 5,5 Mt.        |
| Vereinigte Staaten (Billboard) | 38 (17 Wo.)       | 17 Wo.         |
| Vereinigtes Königreich (OCC)   | 7 (19 Wo.)        | 19 Wo.         |

### Auszeichnungen für Musikverkäufe
| Land/Region                  | Auszeichnungen für Musikverkäufe (Land/Region, Auszeichnung, Verkäufe) | Verkäufe |
| ---------------------------- | ---------------------------------------------------------------------- | -------- |
| Deutschland (BVMI)           | Gold                                                                   | 250.000  |
| Frankreich (SNEP)            | Gold                                                                   | 100.000  |
| Vereinigte Staaten (RIAA)    | Gold                                                                   | 500.000  |
| Vereinigtes Königreich (BPI) | Gold                                                                   | 100.000  |
| Insgesamt                    | 4× Gold ·                                                              | 950.000  |

Hauptartikel: Peter Gabriel/Auszeichnungen für Musikverkäufe